# Bezons
Bezons je město v severozápadní části metropolitní oblasti Paříže ve Francii v departmentu Val-d'Oise a regionu Île-de-France. Od centra Paříže je vzdálené 12,6 km.

## Vývoj počtu obyvatel
Počet obyvatel

## Osobnosti města
- Claude Bazin de Bezons (1617 – 1684), advokát, politik a člen Francouzské akademie
- Claude Bernard (1813 – 1878), lékař a vědec, průkopník experimentální medicíny a fyziologie
- Charles-François Daubigny (1817 – 1878), malíř a grafik

## Čestní občané
- Madždi Rachima Al-Rimawi, vrah izraelského ministra turismu Rechav'ama Ze'eviho [1][2][3][4]

## Partnerská města
- Szekszárd, Maďarsko
- Downpatrick, Spojené království